# Елсворт (Мичиген)
Елсворт (енгл. Ellsworth) град је у америчкој савезној држави Мичиген.

## Демографија
По попису из 2010. године број становника је 349, што је 134 (-27,7%) становника мање него 2000. године.
| Група             | 2000.       | 2010.       |
| Белци             | 466 (96,5%) | 337 (96,6%) |
| Афроамериканци    | 1 (0,2%)    | 2 (0,6%)    |
| Азијати           | 0 (0,0%)    | 0 (0,0%)    |
| Хиспаноамериканци | 5 (1,0%)    | 2 (0,6%)    |
| Укупно            | 483         | 349         |